# استرند، نروژ
استرند (به لاتین: Strand) یک شهرداری در نروژ است که در روگالاند واقع شده‌است. استرند ۲۶۱٫۶۹ کیلومتر مربع مساحت و ۱۲٬۹۶۸ نفر جمعیت دارد.